# 紐西蘭白人
紐西蘭白人是指在紐西蘭居住的歐洲白人。奇異鳥的毛利語普遍用來泛指所有在紐西蘭居住的“紐西蘭人”，不論膚色和種族，但 Pākehā 則專指移居當地的歐洲白人。於特殊情況，紐西蘭白人專指英國、或於19到20世紀移居紐國的英格蘭/凱爾特血統的人。其他歐洲白人的來源有：荷蘭人、斯堪的納維亞人、日耳曼人、斯拉夫人等。從1916年起，紐西蘭政府在其統計數字採用這個名字來把歐裔白人跟原住民區分。

## 字源
Pākehā 一詞源自毛利語，在18世紀後期隨着歐洲人不斷遷入，從毛利語進入當地的英語中。這個字於1815年首成出現於當地的字典裡，原指當地出生的淺色皮膚的人。這個詞語原來的意思已不能考究，但很可能源自 pākehakeha 或 pakepakehā，一個對一種虛構、淺膚色的人物的名稱。亦有人指 Pākehā 語源自毛利語的跳蚤、豬或乞丐，但這些說法在語言學上沒有支持。

## 外部連結
- Further article about the word at Maorinews.com （页面存档备份，存于）
- Otorohanga: Kiwiana Town （页面存档备份，存于）
- Sarah Henderson's Guide to Kiwiana